# محمد امین مهدوی شایسته
محمدامین مهدوی شایسته (۱۳۷۷ –۲ تیر ۱۴۰۴) یکی از زندانیان سیاسی بود که در پاییز ۱۴۰۲ توسط نیروهای امنیتی جمهوری اسلامی بازداشت شد. او پس از بازداشت، به اتهاماتی چون «توهین به مقدسات اسلام» و «همکاری با اسرائیل» متهم و در دادگاهی به ریاست قاضی ابوالقاسم صلواتی به اعدام محکوم شد.

## بازداشت و محاکمه
محمدامین مهدوی شایسته ساکن تهران بود. او در آذر ۱۴۰۲ توسط نیروهای امنیتی جمهوری اسلامی بازداشت شد. جزئیات دقیق محل و نحوه بازداشت او منتشر نشده است. او پس از بازداشت شدن، حدود سه ماه در بازداشتگاه‌های امنیتی تحت بازجویی قرار گرفت و سپس به بند ۴ زندان اوین منتقل شد. در این مدت، وی از ابتدایی‌ترین حقوق قانونی خود، از جمله دسترسی به وکیل تسخیری، محروم بود و تحت فشارهای شدید جسمی و روانی، مجبور به اعترافاتی شد که صحت آن‌ها مورد تردید است.
در ادامه، شعبه ۱۵ دادگاه انقلاب تهران به ریاست قاضی ابوالقاسم صلواتی، او را به اتهام «محاربه از طریق همکاری با اسرائیل» به اعدام و به اتهام «توهین به مقدسات اسلامی» به پنج سال حبس تعزیری محکوم کرد. این حکم در حالی صادر شد که ادله ارائه‌شده علیه او، شامل «یک خشاب خالی اسلحه کمری» و «یک افشانه فلفل»، به‌عنوان شواهد همکاری با دشمن مطرح شده‌اند. در آذر ۱۴۰۳، او بدون اطلاع قبلی به سلول انفرادی در زندان قزل‌حصار کرج منتقل شد، اقدامی که نگرانی‌ها دربارهٔ اجرای قریب‌الوقوع حکم اعدام او را افزایش داد. سرانجام در ۱۰ خرداد ۱۴۰۴ حکم اعدام محمدامین مهدوی شایسته، توسط شعبه ۳۹ دیوان عالی کشور به ریاست قاضی قاسم حسینی کوه‌کمری تأیید شد.

## درگذشت
قوه قضاییه جمهوری اسلامی ۲ تیر ۱۴۰۴ از اعدام محمد امین مهدوی شایسته خبر داد.